# Listerlandet
Listerlandet è una penisola sita nella municipalità di Sölvesborg, Contea di Blekinge, Svezia. Il principale centro abitato è Mjällby.

## Storia
Listerlandet fu un tempo un'isola, circondata dal Mar Baltico a sud, ovest ed est, ed a nord dallo stretto di Pukavik. Lo stretto era abbastanza profondo da consentire la navigazione fino al XVIII secolo. Successivamente, la vegetazione prese il sopravvento. Il progetto di bonifica dell'area, per consentire l'allevamento, ebbe inizio nel 1860 e venne tenuto in funzione fino al 1870, quando il mare lasciò spazio alla terra. Il progetto venne poi abbandonato per il resto del XIX secolo.
Resti di persone risalenti all'età della pietra ed all'età del bronzo sono stati trovati a Listerlandet (ad esempio A Blekinge e Siretorp).